# Aurélia ou le Rêve et la Vie
Aurélia ou le Rêve et la Vie est un récit de Gérard de Nerval écrit en 1855 à la fin de sa vie et publié à titre posthume, dans le but de proposer ce qu'il nomme "une sorte d'histoire du monde mêlée de souvenirs d'étude et de fragments de songes".[Quoi ?] , et de tenter de décrire l'état d'esprit dans lequel il se trouve lors de ses crises de folie.
Le sous-titre, Le Rêve et la Vie, met clairement en avant l'enjeu du texte qui tente de réhabiliter la place du rêve dans une société qui l'apparente à la folie.

## Résumé
Le texte, inachevé, met donc en scène un personnage qui apprend la perte d'une femme qu'il avait « déifiée ». À la suite de cela, il se persuade qu'il va mourir prochainement. L’œuvre est tantôt récit tantôt discours tantôt lettres, avec un personnage principal narrant ses rêves et les commentant.

## Publication
Une première partie est publiée dans la Revue de Paris datée janvier-février 1855, puis en volume la même année, de manière posthume, incluant les fragments inédits laissés par le poète, chez V. Lecou (Paris), avec des textes de présentation signés Théophile Gautier et Arsène Houssaye. 

## Construction
Première Partie :
L’auteur écrit dès la première phrase “Le Rêve est une seconde vie”, annonçant le thème de cette nouvelle notamment à travers le mention d’Aurélia, femme aimée mais perdue. C’est la mort de cette dernière qui déclenche les rêves de l’auteur, qui semble s’élancer dans un “monde invisible” afin de saisir sa bien aimée. Il pénètre à travers la rêverie dans l’histoire de sa famille d’abord, les femmes et les hommes décédés le guide dans des paysages tout à fait merveilleux. Le rêve se confond rapidement avec la réalité, la distinction entre le “songe”, la “rêverie”, le “monde invisible”, et la “vie réelle” est de plus en plus difficile. Les corps qui guident l’auteur brillent à travers des paysages bucoliques voire féériques, mais bientôt son obsession pour la mort d'Aurélia prend le pas et la beauté semble surpassée par la culpabilité de l’auteur et la haine de son “double”. 
Les rêves de l’auteur ressemblent à des hallucinations, des crises, qui ne sont pas incohérentes avec la condition psychologique de Nerval, qui dépeint dans la première partie d’Aurélia ce qui s’apparente majoritairement à des délires qu’à des rêves. 
Seconde Partie :
L’auteur dévoile l’aspect religieux du rêve, se contredisant (en pleine conscience) entre une critique acerbe du christiannisme et le respect de Dieu et du “monde des esprits”, qui semble le même que celui de ces rêves. Rejeté définitivement de l’amour d’Aurélia, il rejoint un cortège avant d’atteindre le cimetière où il ne peut trouver sa sépulture, entraînant un “rêve”, il s’éveille persuadé de sa mort prochaine. Suite à ce rêve cette seconde partie apparaît comme une rédemption (10 ans après la première partie) des péchés commis par l’auteur, qui erre dans Paris à travers divers édifice religieux en quête d’idoles qu’il invoque et pour lesquelles il prie, toujours en contradiction puisque incertain de l’utilité de ses invocation. L’auteur note aussi que l’héritage révolutionnaire impacte sa vision religieuse, il apparaît comme un chrétien rejeté, laissé à l’abandon, avant de reprendre espoir : “Alors je saluais cet astre [Dieu] par une prière, et ma vie réelle commençait.” Il est finalement amené dans un hospice par son ami (George), où il réside et finit par guérir. Le livre se conclut sur des “rêves Mémorables” entre mythologie nordique et voyage féérique. Finalement Nerval écrit “Je résolus de fixer le rêve et d’en connaître le secret.”, sorte de conclusion à ses propres délires sur lesquels il semble avoir pris du recul mais dont il conserve des convictions. 